# Das tiefe Land
Das tiefe Land ist ein Brettspiel der deutschen Spieleautoren Claudia und Ralf Partenheimer für zwei bis vier Personen aus dem Jahr 2018. Das Spiel erschien auf Deutsch bei Feuerland Spiele und wurde in der Folge in weitere Sprachen übersetzt. Die Spieler versuchen in dem Spiel jeweils ihren eigenen Hof auf- und auszubauen und eine Schafherde aufzubauen, zugleich müssen sie ihre Herden vor den Gezeiten und Fluten des angrenzenden Meeres schützen, indem sie gemeinsam einen Deich bauen.
2019 wurde Das tiefe Land in die Empfehlungsliste des Jurypreises Kennerspiel des Jahres aufgenommen.

## Thema und Ausstattung
Bei dem Spiel handelt sich um ein Worker-Placement-Spiel, das kompetitive und kooperative Elemente verbindet. Die Mitspieler versuchen jeweils in der Rolle eines Schafzüchters die größte Schafherde zu haben, zugleich müssen jedoch alle Spieler gemeinsam ihre Herden vor dem Hochwasser auf dem Deich beschützen und einen Damm bauen. Sowohl für den kooperativen Dammbau wie auch für den Aufbau der Schafherde erhalten die Spieler Siegpunkte und der Spieler mit den meisten Siegpunkten bei Spielende gewinnt das Spiel.
Das Spielmaterial besteht neben der Spieleanleitung aus:
- einem Spielplan,
- zwei Tableaus für den Schafmarkt,
- 12 Flutkarten,
- 36 Flutsteinen,
- 13 Deichteilen in drei Längen,
- 30 Deichbruchmarken,
- 66 Baustoffkarten,
- drei Baustoffanzeigern für Lehm, Holz und Steine,
- 85 Schaffiguren,
- 6 Marker für je 3 Schafe,
- einem Phasenanzeiger,
- eine Startspielerfigur,
- fünf Fortschrittmarker,
- ein Wertanzeiger,
- vier Aktionsmarker,
- 26 Münzen in Werten zu 1, 5 und 10,
- 46 Hofausbauplättchen, davon 16 Anlagen- und 30 Gebäudeplättchen
- 4 Hofpläne,
- vier Einkommenstableaus,
- vier Spielübersichten,
- vier Deichpunktanzeiger in vier Spielerfarben,
- je drei Bauernfiguren in vier Spielerfarben,
- je vier Häuser in vier Spielerfarben
- 64 Grenz- bzw. Zaunteile.

Auf dem Spielbrett sind drei Bereiche vorhanden. Im oberen Drittel befindet sich das Meeresgebiet mit der Ablage für die Flutkarten. Direkt darunter gibt es einen Flutbereich und einen Deichbereich, in dem der gemeinsame Deichbau stattfindet. Der untere Bereich, der etwas mehr als die Hälfte des Spielplans ausmacht, ist der Deich mit der Deichleiste, der Wertungsleiste und dem Baustoffbereich. Am rechten Rand befindet sich zudem ein Wasserstandsanzeiger zur Kennzeichnung des Spielablaufs.

## Spielweise

### Spielvorbereitung
Zur Spielvorbereitung wird das Spielbrett in der Tischmitte platziert und vorbereitet. Die Flutkarten werden gemischt und verdeckt auf die entsprechende Position gelegt. Die 5 Fortschrittsmarker werden in zufälliger Reihenfolge auf die markierten Felder der Deichleiste platziert und der Wertanzeiger kommt auf das mittlere Feld der Wertungsleiste. Der Phasenanzeiger kommt auf das unterste Feld der Wasserstandsanzeige. Die Baustoffkarten werden durchgemischt und verdeckt im unteren Bereich des Spielplans abgelegt, die obersten vier Karten werden offen ausgelegt. Zuletzt kommen die vier Deichpunktanzeiger der Spieler auf den Start der Deichleiste.
Das Schafmarkttabelau wird entsprechend der Spielerzahl ausgewählt und neben den Spielplan gelegt. Auf das Tableau kommen die drei Baustoffanzeiger in das Materiallager sowie jeweils ein Schaf auf die markierten Felder im Marktbereich. Die Hofausbauten werden sortiert und die drei Geländetypen und die Anlagen jeweils  durchgemischt. Von den Anlagen sowie den Schaf- und Aktionsplättchen werden jeweils drei aufgedeckt, von den Sturmfluten eines mehr als Mitspieler vorhanden sind, der Rest kommt jeweils als Nachziehstapel verdeckt neben die offenen Plättchen. Alle Münzen, Schafe, Flutsteine, Deichteile, Deichbruchmarken und andere Marker werden neben dem Spielbrett bereitgelegt.
Jeder Spieler wählt eine Farbe und bekommt jeweils einen Hofplan, ein Einkommenstableau, eine Spielübersicht, zwei Schafe, 16 Grenzteile, 2 Hofknechte sowie drei Bauern und vier Häuser. Hinzu kommen je vier Münzen und Baustoffkarten vom Nachziehstapel als Startkapital. Die beiden Schafe werden auf die beiden mittleren Felder des Hoftableaus gestellt und mit sechs Grenzteilen umzäunt, zudem kommt ein Hofknecht auf das entsprechende Feld auf dem Tableau. Auf das Einkommenstableau werden der zweite Knecht, die vier Häuser und die restlichen 10 Grenzteile abgelegt. Ein Spieler wird Startspieler und bekommt den Startspielermarker, alle anderen bekommen als Kompensation jeweils eine weitere Münze.

### Spielgeschehen

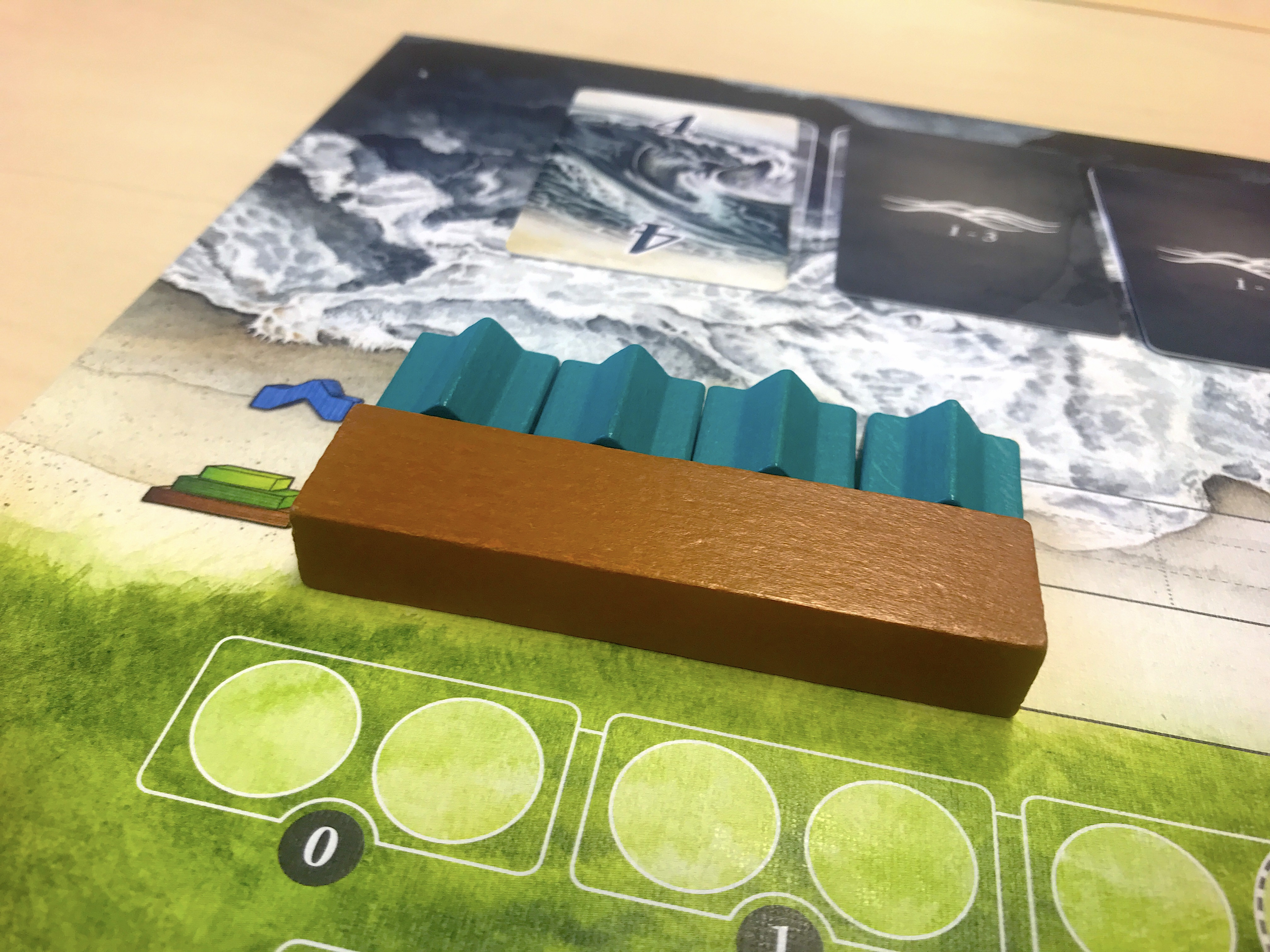
Deichbau: Vierer-Deichteil und vier Flutsteine

Das Spiel wird im Uhrzeigersinn gespielt und ist in drei Abschnitte mit jeweils sechs Phasen unterteilt, die jeweils auf der Seitenskala des Spielbretts, der Wasserstandsanzeige, markiert werden. Die Phasen der Abschnitte erfolgen in immer gleicher Reihenfolge und beginnen jeweils mit einem Gezeitenwechsel, dem eine Arbeits- und eine Verwaltungs- sowie danach eine weitere Arbeits- und Verwaltungsphase folgen. Die letzte Phase jedes Durchgangs ist das Hochwasser. Nach den drei Abschnitten und somit zum Ende des Spiels kommt noch eine finale Sturmflutphase, bevor abgerechnet wird.
Die einzelnen Spielphasen beinhalten unterschiedliche Aktionen:
Gezeitenwechsel

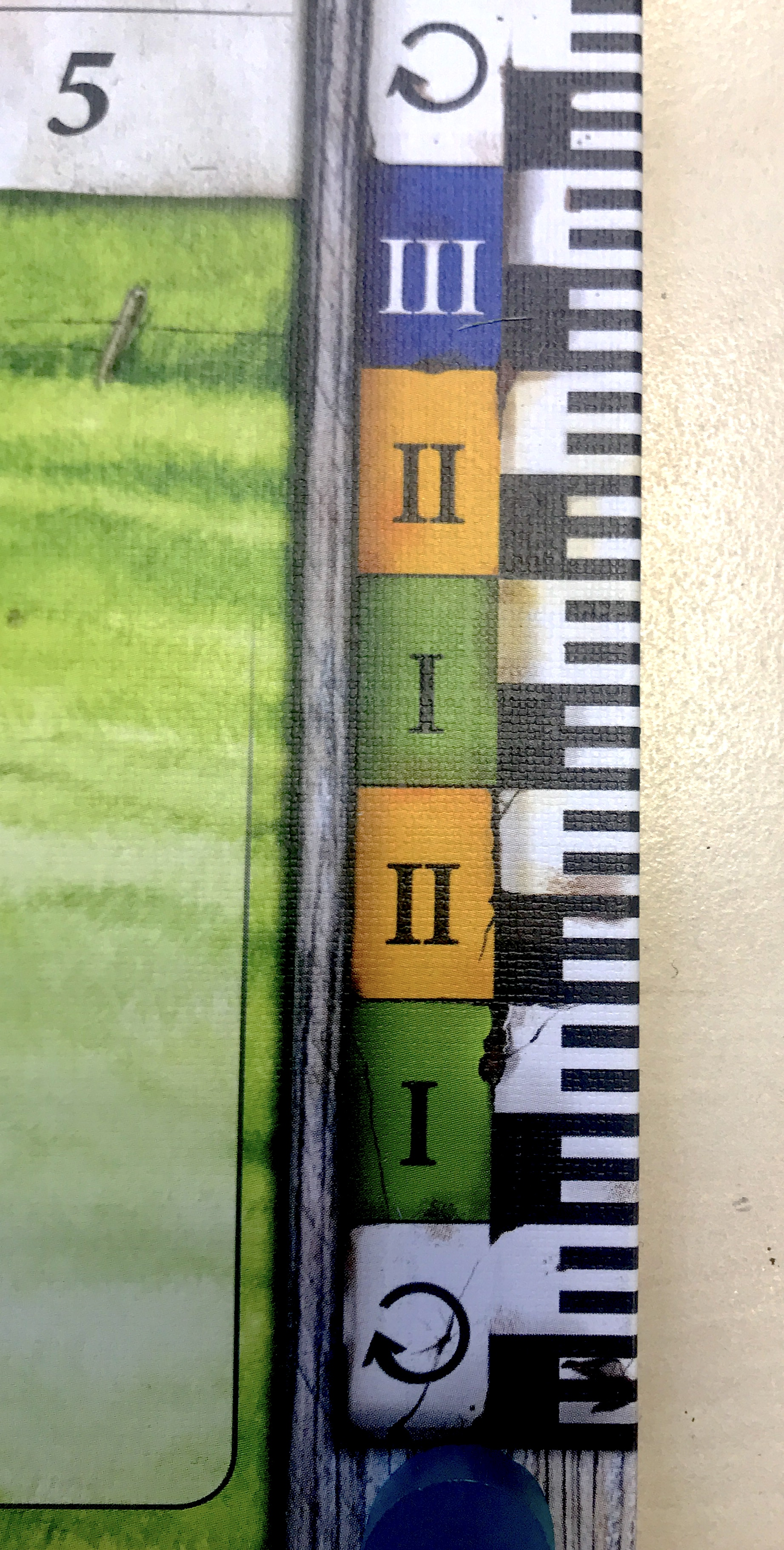
Wasserstandsanzeige (Ausschnitt)

Beim Gezeitenwechsel werden jeweils einzelne Elemente des Spiels angepasst. Die Spieler überprüfen jeweils, ob sie das maximale Handkartenlimit der Baustoffkarten von 8 Karten nicht überschreiten und werfen potenziell überzählige Karten ab. Danach werden drei Flutkarten vom Nachziehstapel verdeckt auf die Flutfelder gelegt, danach wird die erste Karte aufgedeckt und es werden so viele Flutsteine in den Flutbereich gelegt, wie diese anzeigt. Sollten im Flutbereich bereits 12 Flutsteine liegen, werden weitere auf diese gestapelt.
Arbeitsphase
Die Arbeitsphase ist die Hauptaktionsphase des Spiels. In dieser Phase können die Spieler ihre Bauern einsetzen und damit verschiedene Aktionen entsprechend ihrer Aktionsfelder auf dem Hofplateau durchführen. Zur Verfügung stehen dabei fünf verschiedene Aktionen, wobei der eingesetzte Bauer durch seine Anzahl an Aktionspunkten (2 bis 4 entsprechend Nummerierung) die Anzahl der Aktivitäten pro Aktion bestimmt. Die Spieler setzen reihum je einen Bauern auf ihr Hofplateau und führen die Aktionen aus. Soll ein Bauer auf ein Aktionsfeld gestellt werden, das bereits besetzt ist, muss er dafür eine Münze zahlen. Setzt der Spieler zusätzlich einen Hofknecht ein, wird die Anzahl der Aktionspunkte um eins erhöht.
1. Gebäude oder Anlage bauen
Mit dieser Aktion kann ein Spieler genau ein Gebäude oder eine Anlage bauen, die ihm Bonusaktionen und Bonuspunkte bringen können. Der eingesetzte Bauer muss dabei mindestens die Anzahl an Aktionspunkten haben, die für den Ausbau benötigt wird, und er muss die dafür notwendigen Baustoffe einsetzen. Den Anbau legt er auf ein freies Feld seines Hofplateaus, wobei die Voraussetzungen des Plättchens berücksichtigt werden müssen. Soll ein Gebäude gebaut werden, nimmt der Spieler ein Haus von seinem Einkommensplateau und platziert es auf seinem Plättchen. Dabei stehen dem Spieler maximal vier Gebäude zur Verfügung, eines davon darf ein Sturmflutgebäude werden. Hat der Bauer mehr Aktionspunkte, als benötigt werden, zieht er am Ende seines Zuges für diese überzähligen Punkte neue Baustoffkarten. Der Einsatz eines Hofknechts macht den Ausbau um einen Baustoff billiger.

1. Deichbau

1. Mit dieser Aktion lagern die Spieler Baustoffe für den Deichbau im zentralen Baustofflager ein. Der Spieler darf maximal so viele Baustoffe einlagern, wie sein Bauer an Aktionspunkten einbringt. Für jeden Baustoff, der eingelagert wird, wird der entsprechende Marker um ein Feld nach vorn gesetzt und so lange wie diese Baustoffart nicht vollständig aufgefüllt ist, darf kein anderer Baustoff eingelagert werden. Erreicht der Marker das letzte Feld der Leiste, darf der Spieler ein entsprechendes Deichteil einbauen. Im Laufe des Spiels wird mehr Material benötigt, um den Deich auszubauen, es wird entsprechend schwieriger, den Deich zu halten. Ist ein Teil fertiggestellt, muss für das nächste ein anderer Baustoff eingelagert werden, dies darf jedoch im gleichen Zug stattfinden, wie ein Teil fertiggestellt wurde. Zugleich rücken die Spieler für jeden eingelagerten Baustoff auf der Deichleiste einen Schritt vor und können dort weitere Boni durch das Überschreiten von Fortschrittsmarkern erhalten. Werden Hofknechte eingesetzt dürfen entsprechend mehr Baustoffe eingelagert werden.
Nach dem eigenen Deichbauzug fordert der Spieler einen Mitspieler auf, ebenfalls am Deichbau mitzuwirken. Dieser darf ablehnen oder nun ebenfalls maximal so viele Baustoffe einlagern wie der aktive Spieler und entsprechende Aktionen tätigen. Der auffordernde Spieler bekommt zusätzlich einen Punkt auf der Deichpunkteleiste, wenn sich der passive Spieler beteiligt hat.

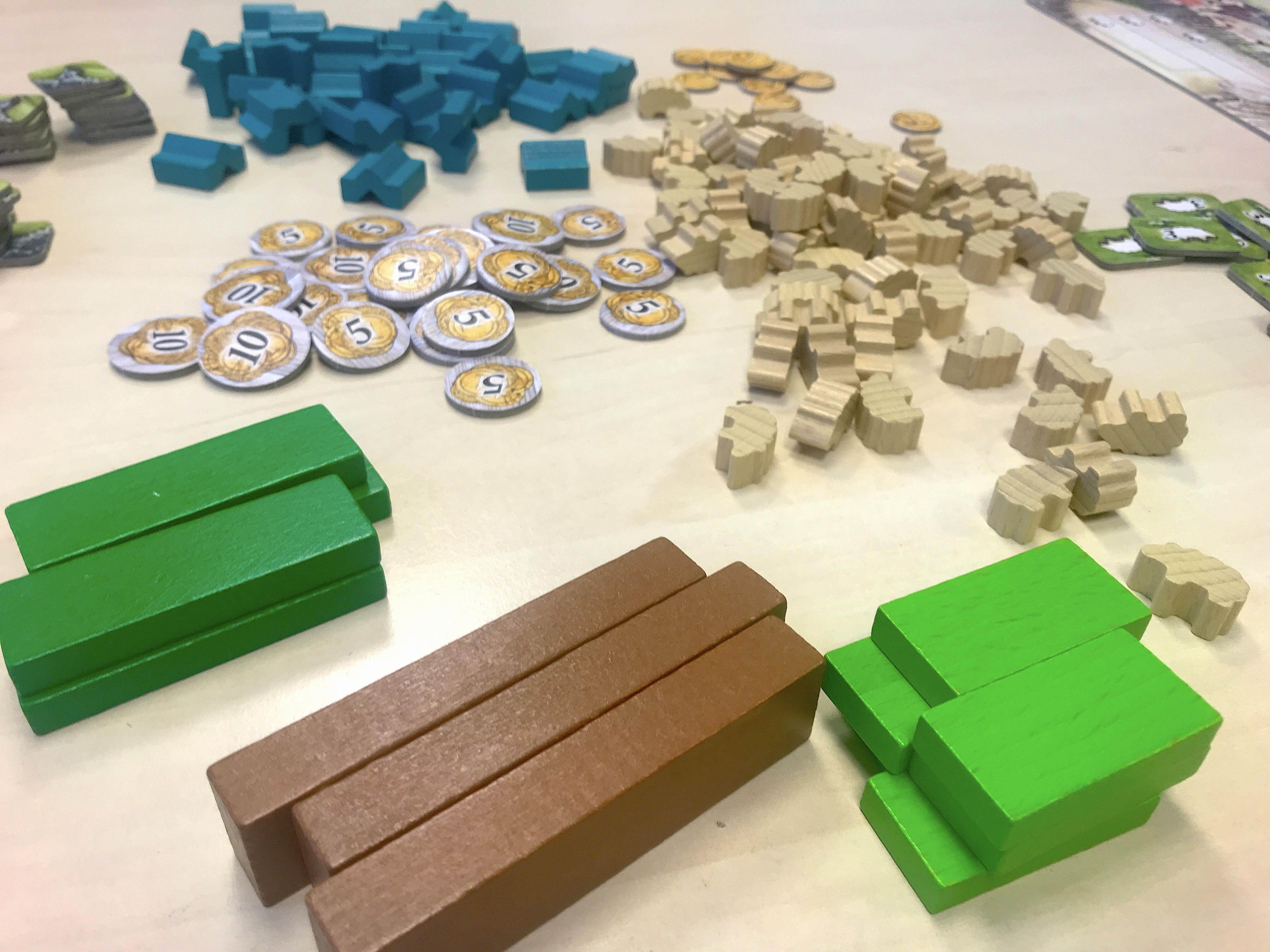
Spielmaterial: Deichteile, Münzen, Schafe und Flusteine

1. Grenzteile bauen und bzw. oder versetzen
Mit dieser Aktion können die Weiden vergrößert oder umstrukturiert werden. Für jeden eingesetzten Aktionspunkt darf der Spieler ein Grenzteil einsetzen oder versetzen. Baut der Spieler ein neues Grenzteil ein, gibt er dafür zusätzlich einen beliebigen Baustoff ab, will er mehrere Grenzteile einbauen muss er entsprechend mehrere Baustoffe einsetzen, die aber vom gleichen Typ sein müssen. Wird durch den Ausbau ein Bonus auf der Einkommensleiste vollständig aufgedeckt, steht dem Spieler dieser zu. Am Ende der Aktion müssen sich alle Schafe in umzäunten Gebieten, den Weiden, befinden. Werden Hofknechte eingesetzt, dürfen entsprechend mehr Aktionspunkte verwendet werden.

1. Schafe kaufen und verkaufen
Wenn sich ein Spieler dazu entschließt, Schafe zu kaufen oder zu verkaufen, darf er dies beim Schafmarkt entsprechend der Anzahl der Aktionspunkte des eingesetzten Bauern tun. Möchte der Bauer Schafe kaufen, darf er maximal so viele Schafe einkaufen, wie sich in einer Zeile des Schafmarktes befinden und wie er sie auf seinen Weiden unterbringen kann (ein Schaf pro Weidefeld). Möchte er verkaufen, darf er maximal so viele Schafe abgeben, wie freie Felder in einer Zeile des Schafmarktes sind. Der Preis und Erlös entspricht in beiden Fällen dem aktuell ausgezeichneten Preis der Wertungsleiste.

1. Baustoffkarten nachziehen
Mit dieser Aktion können die Spieler für jeden Aktionspunkt des eingesetzten Bauern jeweils eine Baustoffkarte aus der offenen Auslage oder von Nachziehstapel nehmen. Dabei werden erst offene Karten und danach verdeckte genommen, die Auslage wird erst danach wieder aufgefüllt. Für jeden eingesetzten Hofknecht darf eine zusätzliche Karte gezogen werden.

Verwaltungsphase
In der Verwaltungsphase werden Zwischenschritte und -wertungen ausgeführt. So vermehren sich in dieser Phase die Schafe und die Spieler bekommen für jeweils zwei Schafe auf ihren Weiden ein weiteres hinzu, wenn sie ein entsprechendes freies Weidefeld haben. Zudem bekommen die Spieler ihr Einkommen entsprechend ihrer freien Einkommenssymbole und -boni sowie jeweils eine verdeckte Baustoffkarte als Grundeinkommen. Alle Bauern kommen zurück auf den Hof und der Schafmarkt wird auf den Ausgangszustand zurückgesetzt. Danach wird der Startspielermarker an Spieler weitergegeben, dessen Marker auf der Deichleiste vorne steht. Zuletzt wird die nächste Flutkarte aufgedeckt und es werden entsprechende Flutsteine in den Flutbereich des Spielplans gelegt.
Hochwasser
In der Hochwasserphase soll geprüft werden, ob der von den Spielern gebaute Deich der Flut standhält. Ist die Höhe der Flut höher als die des Deiches oder ist die Flut bei gleicher Höhe länger als die Länger der Deichteile dieser Ebene, kommt es zum Deichbruch. Wenn der Deich hält, bekommt jeder Spieler für jeden Deichpunkt, den er Vorsprung zum letzten Spieler der Leiste hat, eine Münze, und der Wertanzeiger für den Schafmarkt wird um ein Feld nach rechts geschoben. Bricht der Deich, erhält jeder Spieler für jedes Feld Abstand zum führenden Spieler einen Deichbruchmarker und der Wertanzeiger für den Schafmarkt wird um ein Feld nach links geschoben.

### Sturmflut und Wertung
Nach dem letzten Hochwasser kommt es zu der finalen Phase des Spiels und einer finalen Sturmflut. Vor der Sturmflut werten alle Spieler ihre Hofausbauten für die Sturmflutphase aus, wobei sie hier eventuell bereits Sonderpunkte für die Wertung erhalten. Bei der Sturmflut wird nun ein weiteres Mal geprüft, ob der Deich hält. Ist dies der Fall dürfen alle Spieler ihre Deichbruchmarken ohne Auswirkungen abwerfen. Bricht der Deich, muss jeder Spieler entsprechend seiner Deichbruchmarken je ein Schaf abgeben oder, wenn es das nicht kann, den aktuellen Schafpreis pro Schaf zahlen oder bekommt sogar direkt Minuspunkte für die Wertung.
Nach der Sturmflut werden die Siegpunkte ausgezählt. Zuerst bekommt jeder Spieler den Deichwert aus der Wertungsleiste multipliziert mit seinen Punkten auf der Deichleiste. Danach bekommt er für jedes Schaf Siegpunkte entsprechend dem aktuellen Schafpreis sowie je einen Siegpunkt pro Münze und einen weiteren für je 2 Baustoffkarten. Hinzu kommen Zusatzpunkte über die Hofausbauplättchen. Alle Punkte werden notiert, Gewinner ist der Spieler mit den meisten Punkten und bei einem Gleichstand der Spieler, der am weitesten vorn auf der Deichleiste liegt.

## Entwicklung und Rezeption
Das Spiel Das tiefe Land wurde von den deutschen Spieleautoren Claudia und Ralf Partenheimer entwickelt und erschien 2018 in dem Spieleverlag Feuerland Spiele. Im gleichen Jahr wurde es zudem auf Englisch und Französisch (beides bei Z-Man Games) sowie auf Spanisch (Maldito Games), Japanisch (Ten Days Games) und Koreanisch (DiceTree Games) veröffentlicht.
2019 wurde Das tiefe Land auf die Empfehlungsliste des Jurypreises Kennerspiel des Jahres aufgenommen. In der Begründung schrieb die Jury:

„Im Strategiespiel Das tiefe Land müssen sich die Spieler entscheiden, wie sie ihr Engagement gewinnbringend in Deichbau und Schafzucht aufteilen. Dazu entsenden sie Arbeiter, die entweder den Schutzwall erhöhen oder die Weidefläche hinter dem Deich vergrößern. Schwappt beim Hochwasser das Meer über die Kante, sinkt der Schafpreis und die Arbeit am Deich erhält zunehmende Anerkennung. Wer zu wenig Sinn für Gemeinschaftsarbeit gezeigt hat, wird in diesen Momenten mit Deichbruchmarkern bestraft, die am Ende richtig teuer werden können. Dann nämlich, wenn der Deich der finalen Sturmflut nicht standhält.“

Das Spiel wurde zudem von mehreren Kritikern positiv besprochen. So beschrieb Udo Bartsch das Spiel als „reizvoll“. Das tiefe Land sei nicht sein „Wohlfühl-Spiel“, gleichzeitig lasse es ihn „auch nicht los, weil es üblichen Mustern zuwiderläuft und schwer zu beherrschen ist.“ Wieland Herold klassifizierte es in seinem Blog als „Gerne morgen wieder“. Ihn „begeistert dieses Wechselspiel von Ebbe und Flut, Schaflogistik und Deichbau, stets mit Blick auf den Nachbarn.“ Inhaltliche Brüche empfindet er dagegen als störend, auch wenn sie sich „spielmechanisch erklären lassen, aber unlogisch sind.“ Diese nimmt er „letztlich in Kauf, weil Das tiefe Land [ihm] genügend Abwechslung im Worker Placement-Alltag bietet und die Partenheimers hier wirklich Neuland beschreiten.“
In den Kontext der Klimaerwärmung setzt es der Spielekritiker Christward Conrad, der in seiner Einleitung auf die Gefährdung der friesischen Inseln durch den stetig steigenden Meeresspiegel hinweist und damit den Zusammenhang mit dem notwendigen Deichbau im Spiel herstellt. Zu dem Spiel resümiert er, dass es anders als bei den üblichen Aufbauspielen um mehr geht, „als bloß seine Produktionsmaschine ans Laufen zu bringen.“ Durch die Einbettung des Deichbaus als gemeinsame Aufgabe, an der man sich aber nicht zwingend beteiligen muss, wird eine „flexible Strategie“ im Spiel notwendig, bei der man vor allem auf die Strategien der Mitspieler achten und diese berücksichtigen muss. Der Rezensent hätte „einen stärkeren Fokus auf den Kampf zwischen Wellen und Deich goutiert“.

## Belege
1. 1 2 3 4 5 6 7 8  Spielanleitung Das tiefe Land, Feuerland Spiele 2018
2. ↑  Versionen von Das tiefe Tal in der Spieledatenbank BoardGameGeek (englisch); abgerufen am 12. November 2020.
3. 1 2  Das tiefe Land auf der Website des Spiel des Jahres e.V.; abgerufen am 12. November 2020.
4. ↑  Udo Bartsch: Das tiefe Land auf Rezensionen für Millionen, 24. Oktober 2018; abgerufen am 14. November 2020.
5. ↑  Wieland Herold: Das tiefe Land auf Mit 80 Spielen durch das Jahr, 25. November 2018; abgerufen am 14. November 2020.
6. ↑  Christward Conrad: Das tiefe Land: Schafe oder Gemeinwohl. In: spielbox, 5/2018.